# リュ・スンゴン
リュ・スンゴン（朝鮮語:류승곤、1980年11月12日 - ）は、大韓民国の男性声優。
2004年、MBC17期で採用され入社。現在はMBC声優劇会に所属し、フリーとして活躍している。妻は同じく声優のパク・シンヒ(朝: 박신희)。2017年現在、同声優劇会の中では最年少である。

## 出演作品

### アニメ
※主役は太字。
- 少女チャングムの夢（ミン・ジョンホ）
- 遊☆戯☆王ZEXAL（九十九遊馬）
- ふたりはプリキュア Max Heart（藤村省吾）
- DEATH NOTE（流河旱樹）
- 名探偵コナン (真田貴大）
- ワンパンマン（スティンガー）
- バトルスピリッツ 覇王（薬師寺アラタ）